# Catapausa albaria
Catapausa albaria là một loài bọ cánh cứng trong họ Cerambycidae.